# Tours Football Club (féminines)
Pour la section masculine du Tours FC, voir Tours Football Club.
La section féminine du Tours Football Club est un club de football féminin français basé à Tours. L'équipe joue à domicile sur un terrain annexe du stade de la Vallée du Cher.

## Histoire
La section féminine du Tours Football Club est fondé sous le nom de Tours EC avant son absorption par le club professionnel masculin de la ville.
Les Tourangelles atteignent pour la première fois de leur histoire la Division 1 en 1984, après un passage rapide par la seconde division. Le club se maintient durant huit saisons à ce niveau avant de disparaître à la suite de la refonte du système du football féminin français en 1992. De retour en première division pour une saison en 2001-2002, le club se maintient en seconde division jusqu'en 2012 et sa descente en Division d'Honneur Centre.
En 2003, Marc Maufroy prend en charge, parallèlement à son activité de joueur, l'équipe féminine du TFC. Il dirige l'équipe jusqu'en 2005, année du titre de Division d'Honneur Centre de l'équipe réserve. Malheureusement, c'est l'équipe première qui joue la saison suivante en Division 3 à cause de sa relégation.
Lors de l'exercice 2010-2011, outre le maintien de l'équipe entrainée par Michel Rousseau malgré une première moitié de saison difficile, l'équipe réserve de Pierre-Alexandre Zabrodsky remporte son championnat de Division d'honneur et la Coupe du Centre (7-1 contre l'US Orléans). Au terme de la saison, Rousseau confie l'équipe une à Zabrodsky tout en gardant la responsabilité de la section féminine et prenant lui gestion de l'équipe B.
Pour sa première saison à la tête de l'équipe première, Pierre-Alexandre Zabrodsky voit son groupe s’effriter au fil des départs pour causes professionnelle, études, blessures ou essai dans d'autres équipes. Finalement, il perd la moitié de son effectif.
L'équipe finit 11e de son groupe (sur 12) et est relégué en Division d'Honneur Centre entraînant de plus la descente de l'équipe réserve de DH en PH. Les deux éducateurs, Zabrodsky et Michel Rousseau, ne sont pas reconduit malgré le désaccord d'une partie des joueuses et d'autres entraîneurs. Une pétition regroupant 45 signatures est même mise en place. Il leur est reproché l'échec de l'intégration de la section féminine dans le club.
Erwan Knezevic prend la tête de l'équipe première pour la saison 2012-2013. En Coupe de France, les Tourangelles se hissent jusqu'en 16e de finale où elles tombent contre le Paris SG qui les éliminent lourdement (6-0).
L'équipe se réconforte en remportant le championnat de DH et la Coupe du Centre.
En championnat interrégional, le TFC termine 3e et ne peut prétendre à la montée bien que l’ex-internationale camerounaise Marlyse Ngo Ndoumbouk termine meilleure buteuse du groupe.
Lors de la saison 2013-2014, malgré le départ de Ndoumbouk l'équipe se renforce avec quatre jeunes talents dont la moitié en provenance de l'adversaire pour le titre régional, l'US Orléans.
Les Tourangelles se qualifient pour le championnat inter-régionalet terminent première de leur poule avec 4 victoires en 6 matchs.
Une délivrance synonyme de retour en Division 2, deux ans après la relégation. Mais ce retour s'avère particulièrement difficile et le club est finalement relégué au niveau inférieur au terme de la saison 2014-2015.
Xavier Lecomte prend les rênes de l'équipe en juin 2015 après le départ d'Erwan Knezevic.  Sous sa houlette, les joueuses du Tours FC enchaînent bons résultats en championnat avec des barrages d'accession en Division 2 (contre Clermont en 2017 et Toulouse en 2019) et épopées en Coupe de France, notamment lors de l'édition 2016-2017 où les Tourangelles reçoivent une nouvelle fois le Paris Saint-Germain en 16es de finale (défaite 0-11). En Coupe du Centre-Val de Loire, les joueuses remportent le trophée en 2017 avec un succès 1 à 0 face à Bourges 18, puis sont finalistes en 2018 et 2019. En 2019-2020, à la suite de la pandémie de COVID-19, les championnats nationaux et régionaux sont interrompus. Le TFC termine deuxième au moment où le championnat est arrêté et en juillet 2020, Xavier Lecomte décide de quitter le club après douze ans passés au sein du club tourangeau. Alexandre Philippon prend le relais.
Après une saison 2020-2021 prématurément arrêtée en raison des mesures sanitaires mises en place par le gouvernement, les Tourangelles terminent deux saisons de suite à la deuxième place, derrière le Bourges Foot 18, avec à la clé, en juin 2022, un barrage d'accession pour la D2 face à l'Olympique de Valence (qualification de Valence après une victoire 2-0 à l'aller puis match nul 2-2 au retour). Lors de l'édition 2022-2023 de la Coupe de France, Tours atteint de nouveau le cap des 16es de finale avec pour adversaire une équipe de D1, l'En Avant de Guingamp (défaite 0-6).

## Palmarès

### Titres et trophées
| Compétitions nationales | Compétitions régionales |
| - Division 1 - meilleure performance : demi-finaliste en 1985 - Division 2 - meilleure performance : 4e du tour final en 2004 - Coupe de France - meilleure performance : demi-finaliste en 2007 | - Division d'honneur/Régional 1 (3) - Champion : 2005 rés., 2011 et 2019 - Coupe du Centre (9) - Vainqueur : 2003, 2005, 2006, 2009, 2011, 2013, 2014, 2015, 2017 - Finaliste : 2018, 2019, 2022 |

### Évolution
| Niveau I     | Niveau II    | Niveau III         | Niveau IV          |
| Division 1   | Division 2   | DH Centre          |                    |
| ------------ | ------------ | ------------------ | ------------------ |
|              | 1983-1984    |                    |                    |
| 1984-1992    |              |                    |                    |
| Nationale 1A | Nationale 1B | DH Centre          |                    |
|              | 1992-????    |                    |                    |
|              | ?            | ?                  |                    |
|              | 2000-2001    |                    |                    |
| Division 1   | Division 2   | Division 3         | Division d'honneur |
| 2001-2002    |              |                    |                    |
|              | 2002-2012    |                    |                    |
| Division 1   | Division 2   | Division d'honneur |                    |
|              |              | 2012-2014          |                    |
|              | 2014-        |                    |                    |

- Championnat national
- Championnat régional

## Personnalités

### Entraîneurs
- 2003-2005 :  Marc Maufroy
- 2005-2008 : n.c.
- 2008-2011 :  Michel Rousseau
- 2011-2012 :  Pierre-Alexandre Zabrodsky
- 2012-2015 :  Erwan Knezevic
- 2015-2020 :  Xavier Lecomte
- depuis 2020 :  Alexandre Philippon

### Joueuses
Joueuses importantes passées par la section féminine du Tours FC.
| Nom                   | Période au club | Internationale |
| Pauline Boireau       | 2003-2013       |                |
| Chloé Bourgoing       | 2009-2012       | France U17     |
| Mélodie Debec         | 2011-2012       | France U17     |
| Marlyse Ngo Ndoumbouk | 2011-2013       | Cameroun A     |
| Caroline Nivet        | 2000-2013       |                |
| Sabbah Meftah Saoues  | 2002-2008       | Algérie        |
| Siga Tandia           | 2006-2008       | France A       |